# Скринище
Скринище,  — річка в Україні, у Шосткинському районі Сумської області. Права притока Івотки (басейн Дніпра).
На мапі Глухіва (аркуш m-36-008) річка називається Ларіонівкою.

## Опис
Довжина річки приблизно 7,4 км.

## Розташування
Бере початок на північно-західній стороні від Скобичівського. Тече переважно на південний захід понад Лісним і впадає у річку Івотку, ліву притоку Десни.